# Planaeschna celia
Planaeschna celia är en trollsländeart som beskrevs av Wilson och Reels 2001. Planaeschna celia ingår i släktet Planaeschna och familjen mosaiktrollsländor. IUCN kategoriserar arten globalt som sårbar. Inga underarter finns listade i Catalogue of Life.